# Lits distrikt
Lits distrikt är ett distrikt i Östersunds kommun och Jämtlands län. Distriktet ligger omkring tätorten Lit i mellersta Jämtland.

## Tidigare administrativ tillhörighet
Distriktet inrättades 2016 och utgörs av Lits socken i Östersunds kommun.
Området motsvarar den omfattning Lits församling hade 1999/2000.

## Tätorter och småorter
I Lits distrikt finns en tätort och sju småorter.

### Tätorter
- Lit

### Småorter
- Fjäl
- Husås
- Klösta
- Mo
- Sännsjölandet och Lillsjöhögen
- Ringsta
- Södra Söre